# Wautoma
Wautoma és una població dels Estats Units a l'estat de Wisconsin. Segons el cens del 2000 tenia 1.998 habitants.

## Demografia
Segons el cens del 2000, Wautoma tenia 1.998 habitants, 806 habitatges, i 429 famílies. La densitat de població era de 308,6 habitants per km².
Dels 806 habitatges en un 27,2% hi vivien nens de menys de 18 anys, en un 37,7% hi vivien parelles casades, en un 11% dones solteres, i en un 46,7% no eren unitats familiars. En el 40,4% dels habitatges hi vivien persones soles el 20,1% de les quals corresponia a persones de 65 anys o més que vivien soles. El nombre mitjà de persones vivint en cada habitatge era de 2,2 i el nombre mitjà de persones que vivien en cada família era de 3,04.
Per edats la població es repartia de la següent manera: un 24% tenia menys de 18 anys, un 9,4% entre 18 i 24, un 25,5% entre 25 i 44, un 17,6% de 45 a 60 i un 23,5% 65 anys o més.
L'edat mediana era de 39 anys. Per cada 100 dones de 18 o més anys hi havia 89,5 homes.
La renda mediana per habitatge era de 31.723 $ i la renda mediana per família de 37.500 $. Els homes tenien una renda mediana de 27.546 $ mentre que les dones 19.648 $. La renda per capita de la població era de 16.006 $. Aproximadament el 5,2% de les famílies i l'11,5% de la població estaven per davall del llindar de pobresa.

## Poblacions més properes
El següent diagrama mostra les poblacions més properes.